# Критський бик
Критський бик, або Марафонський бик (грец. Ταύρος της Κρήτης) — назва кількох міфічних биків, з яких відомі бик, посланий Зевсом, щоб викрасти Європу, і бик, якого цар Криту Мінос відмовився приносити в жертву Посейдону, за що був покараний. Приборкання останнього було сьомим подвигом Геракла і передусім відомий саме Критський бик з міфу про цього героя.

## Походження
Мінос мав принести бика в жертву Посейдону, але вражений його красою, залишив у своїх стадах, а офірував іншого бика. Посейдон за це наслав на Критського бика буйство і чудесні сили. Бик спустошував посіви Криту вогнем, який вивергав з ніздрів, і руйнував споруди. Від нього ж хтива Пасіфая народила Мінотавра.

## Приборкання бика
Еврістей призначив Гераклу черговим завданням вирушити на Крит і приборкати бика. Мінос запропонував свою допомогу, але Геракл відмовився від неї та вирушив на лови бика сам. Герой зумів спіймати його завдяки своїй силі і переправити в Мікени. Еврістей відпустив бика і присвятив його Гері, однак та була невдоволена таким подарунком, оскільки він тільки примножував славу Геракла. Вона відправила бика в Спарту, а потім в Аркадію та Марафон. Пізніше герой Тесей приборкав цього бика в Марафоні, після чого привів до Афін і там пожертвував богині Афіні.

## Трактування міфу про Критського бика
Претендент на царський престол Криту мусив перемогти в ритуальному бою людину, одягнену в шкуру бика, що й відображено в цьому міфі. Це випробування відоме і з інших міфів, як міфи про Тесея і Мінотавра, Ясона і бика царя Еета. Також бик був символом Діоніса, його приборкання відоме як частина Діонісійських містерій.